# Ségeste
Pour les articles homonymes, voir Segesta (homonymie).

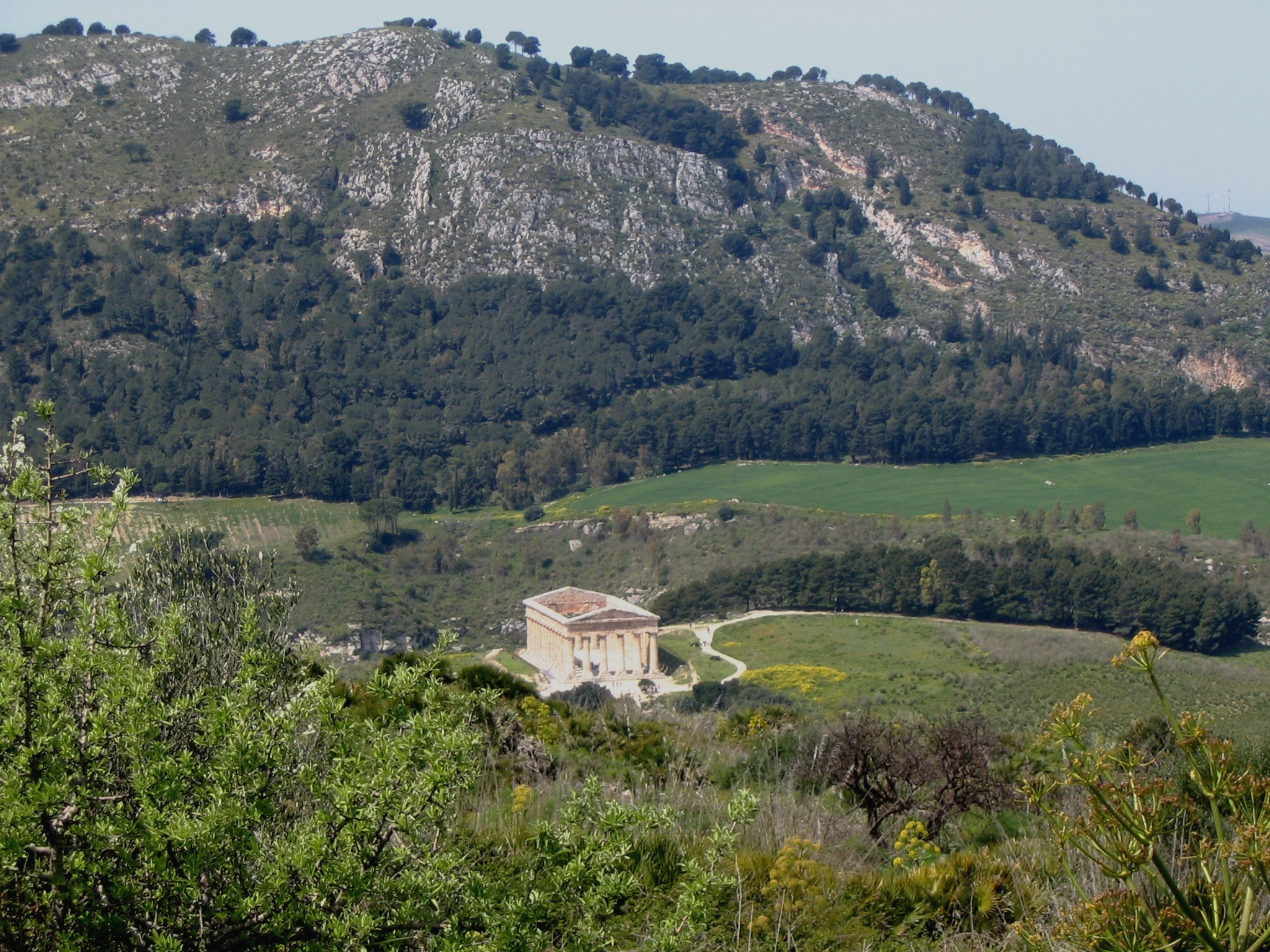
Site du temple de Ségeste

Ségeste ou Égeste (Segesta en italien ; Seggesta en sicilien) est une ancienne cité élyme, aujourd'hui un important site archéologique, situé à l'ouest de la Sicile, en Italie, près du fleuve Crinisos. Il se trouve sur le mont Bàrbaro, sur la commune de Calatafimi-Segesta, à une dizaine de kilomètres de Alcamo et de Castellammare del Golfo.

## Histoire

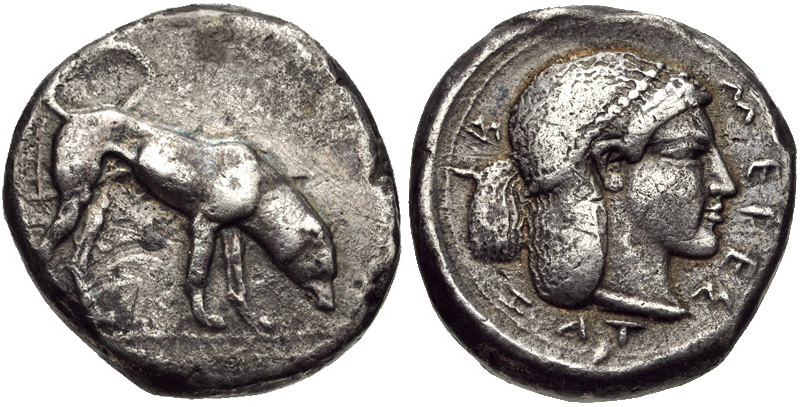
Le chien symbolise le didrachme de la ville de Ségeste face à la personnification de la cité, la nymphe Ségeste ; vers 475-455 av. J.-C.

Originellement Égeste (grec ancien Ἐγέστη / Egéstē, puis Αἰγέστη / Aigéstē ; Segesta est l’appellation romaine tardive qui se substitue à Aegesta), Ségeste fut fondée par le peuple des Élymes dont les origines sont discutées.
Selon la mythologie grecque, Laomédon, roi de Troie, pour se venger de Phoinodamas qui avait convaincu de sacrifier la fille du roi plutôt que l'une des siennes pour apaiser le courroux des dieux, exile les trois sœurs qui échouent en Sicile. L'une d'elles, nommée aussi en latin Aegesta, s'unit au dieu-fleuve local Crinisos qui a pris la forme d'un chien ou bien d'un ours, et enfante Aceste. Ce mythe pourrait être l'adaptation du culte autochtone d'une Grande Mère. Aceste érige et nomme en l'hommage de sa mère la ville de Ségeste, ainsi que les villes d'Entella et d'Éryx selon le nom des sœurs de sa mère,,. 
Selon Denys d'Halicarnasse et Virgile, c'est Énée, de passage en Sicile durant son périple qui fonde la cité, dont Aceste accepte d’être le roi ,.
L'historien grec Thucydide nous apprend par la suite que la partie occidentale de la Sicile, alors considérée comme le territoire des Sicanes, est peuplée par des Troyens fuyant la prise de leur ville après la guerre de Troie qui se fondent avec les autochtones et forment alors le peuple des Élymes. 
En conflit constant avec sa voisine grecque Sélinonte, dont elle reçoit cependant un apport culturel grec par le biais de relations commerciales, la capitale des Élymes est alliée à Athènes dès -453 et lui réclame assistance en -415 contre son ennemi héréditaire coalisé avec Syracuse. Ainsi Thucydide  écrit « Rien ne détermina davantage les Athéniens que la présence à Athènes d’envoyés d’Egeste, qui invoquaient instamment leur aide. Voisins de Sélinonte, les Egestins étaient en effet entrés en conflit avec elle, tant pour des questions de mariage que pour un territoire dont la propriété était contestée, et les Sélinontins, qui avaient appelé Syracuse comme alliée, les soumettaient, sur terre et sur mer, à une guerre sans répit. Par suite, invoquant l’alliance conclue au temps de la guerre précédente, les Egestins demandaient aux Athéniens d’envoyer des navires à leur secours. ». » L'expédition de Sicile, rassemblant une flotte de 134 navires et de plus de 50 000 combattants, conduit à un désastre face aux spartiates et aux syracusains. 
Face aux nouvelles attaques de Sélinonte, la cité élyme s'allie, en 409 av. J.-C., avec les Carthaginois, avec lesquels elle a également des relations commerciales et qui détruisent la cité ennemie. En 341 av. J.-C, c'est à proximité d'Égeste que Timoléon bat les Carthaginois lors de la bataille du fleuve Crimisos. Quoique désormais allié de Syracuse, Agathoclès accuse la cité en 307 de conspiration et livre ses habitants aux pires tortures : membres disloqués par une roue, projection par catapultes, supplices semblables au taureau d'airain, talons serrés avec des tenailles pour les femmes qui n'ont pas les seins coupés, avortements forcés sous le poids de briques amoncelées… La cité détruite prend le nom de Dicaiopolis et accueille des transfuges.
Elle subit encore les attaques carthaginoise lors de la première guerre punique, puis prospère sous la puissance romaine. 
Ségeste fut détruite par les Vandales au Ve siècle puis les Arabes. Elle ne renaît plus.

## Archéologie

### Temple

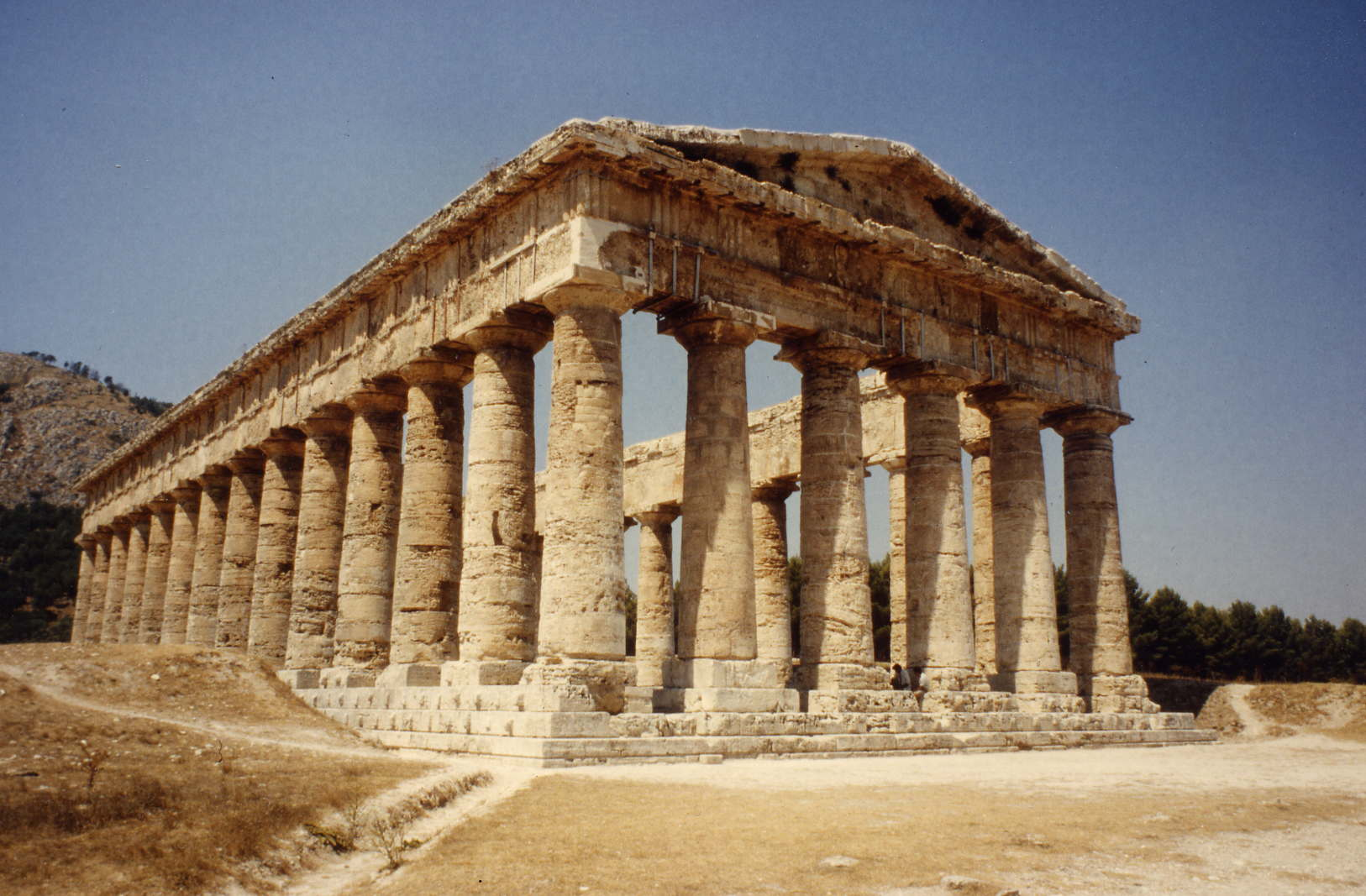
Le temple, avec ses colonnes non cannelées.

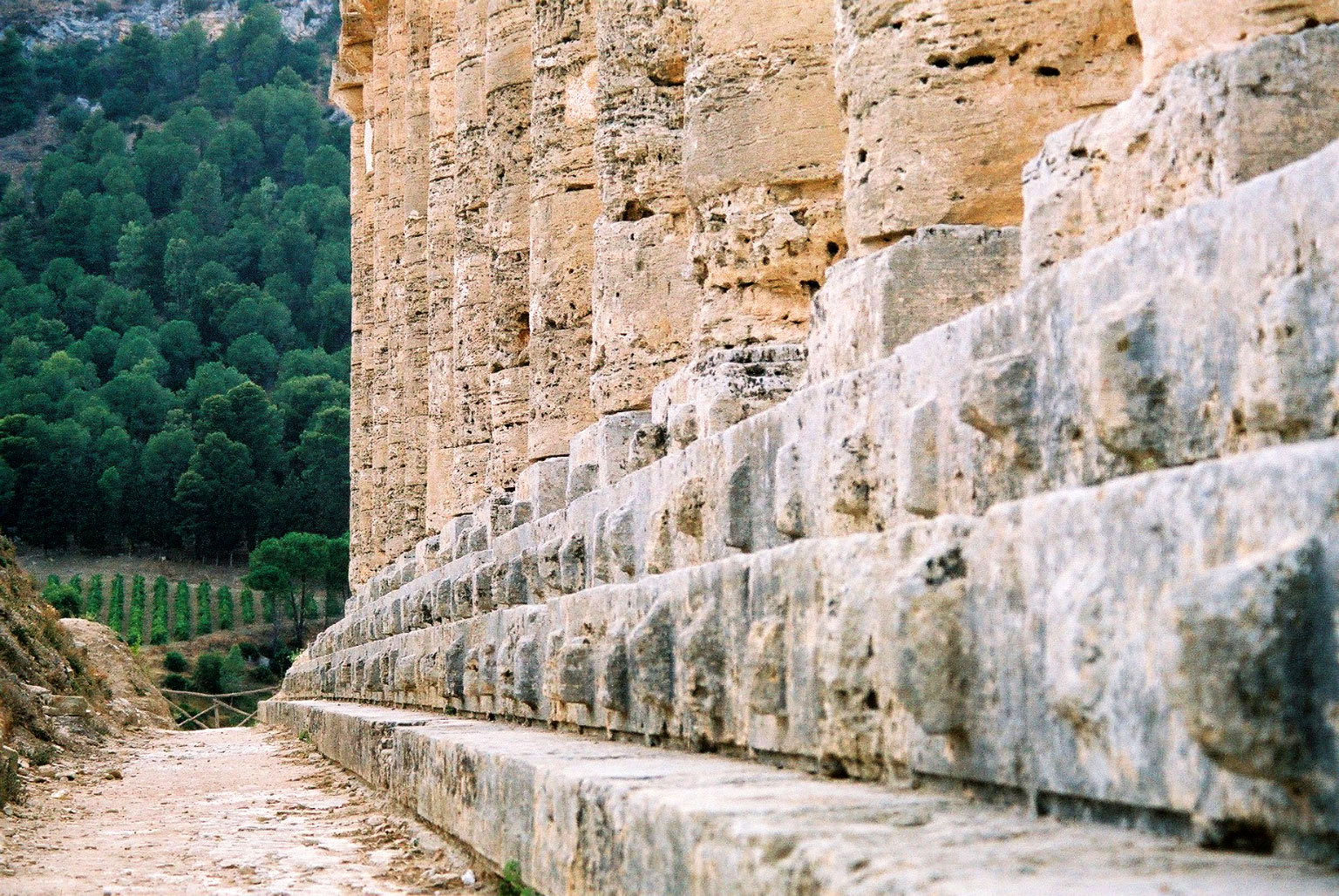
Soubassement du temple, avec les tenons de bardage encore en place.

Le temple de Ségeste (ou temple de Héra) est un temple dorique, construit à partir de -425 en calcaire local, sur une colline, à l'extérieur de la ville antique. Son architecture est typique de la fin du Ve siècle av. J.-C. Il présente 6 colonnes en façade et 14 de côté, et mesure 23 × 58 m. Le soubassement est à trois degrés. 
Si certains ont pensé que l'absence d'aménagement intérieur ou de couverture de la cella pouvait s'expliquer par le manque de nécessité des Élymes d'un naos pour pratiquer leurs cultes et leurs sacrifices , il y a bien des indices pour supposer que le temple n'a jamais été achevé, probablement à cause des guerres : les colonnes n'ont jamais été cannelées et les blocs du soubassement ont encore leurs tenons de bardage non ravalés. 
Le temple de Ségeste n'a pas été détruit par les Vandales étant donné qu'il n'avait pas été dédié à un dieu grec.

## Sanctuaire de Mango
Découvert en 1952 au pied du Monte Barbaro, un sanctuaire trouve ses origines au VIe siècle. Il est ceint par un mur qui attesterait de la présence d'artisans grecs pour sa construction quoique l'absence d'ex-voto fait dire à Pierre Levêque que les rites pratiqués demeurent élymes.
Deux secteurs d’habitat archaïque ont également été mis au jour près du théâtre : au sud, des maisons de bois et de pisé à partir de la fin du VIIe siècle, au sud-ouest, des bâtiments du VIe. Le sommet du mont était consacré au culte d'une divinité féminine, sans doute Aphrodite.

### Théâtre

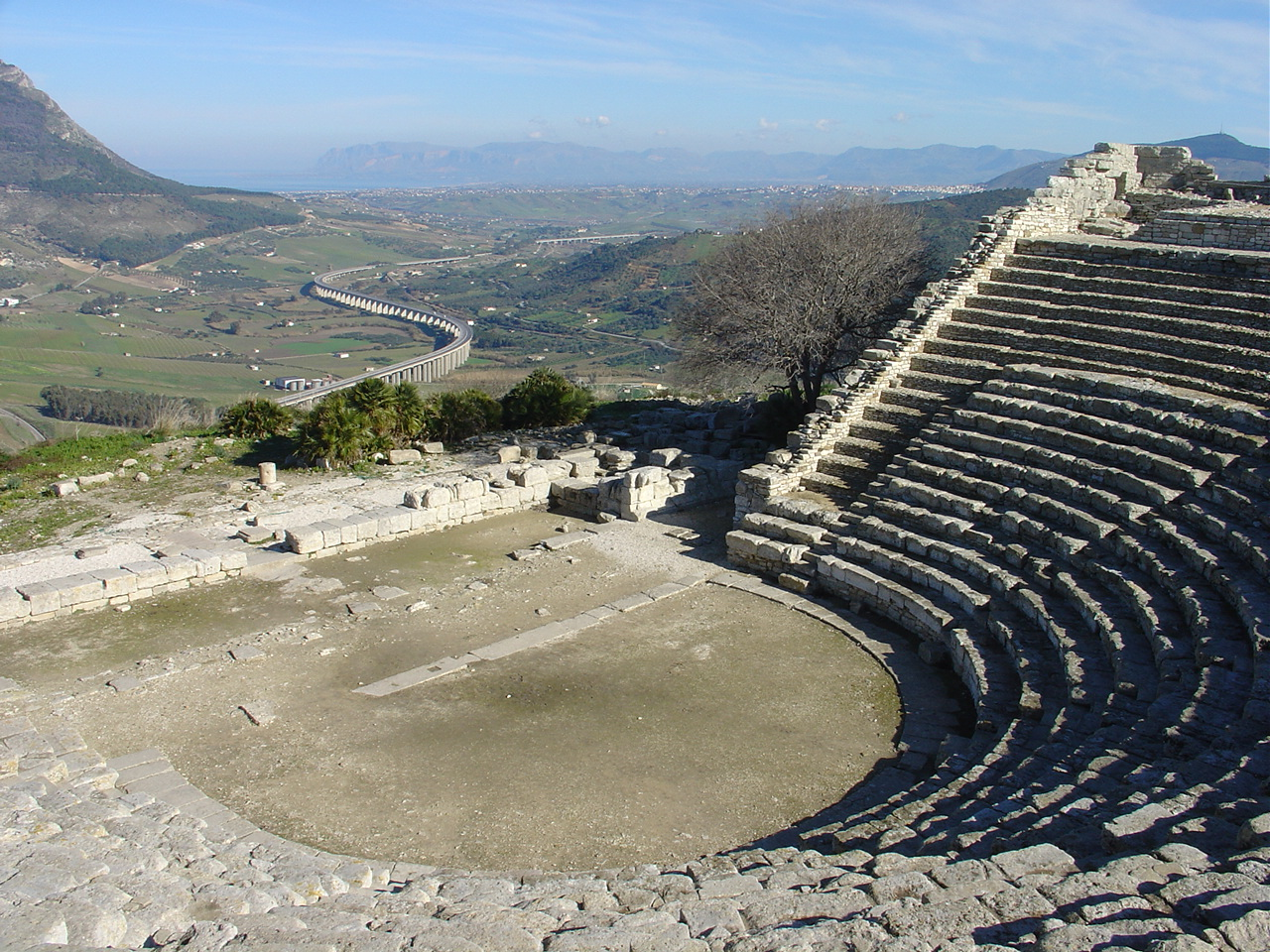
Théâtre

Le théâtre hellénistique de 63 mètres de diamètre, proche de celui de Syracuse, est daté du milieu du IIIe siècle av. J.-C.. Il est construit au flanc du Monte Barbaro, à 440 m d'altitude, dominant le site du temple et la plaine jusqu'au golfe de Castellamare. Les gradins sont séparés en deux niveaux verticaux par un diazoma, et horizontalement en sept sections par les escaliers de travertin, pouvant accueillir 4 000 spectateurs.
Contrairement aux parodoi, la partie haute des gradins est mal conservée, ainsi que la scène avec ses deux avancées flanquant le logeion, laquelle, d'après les fouilles, devait comporter des colonnades et des pilastres.